# Keshod
Keshod é uma cidade e um município no distrito de Junagadh, no estado indiano de Gujarat.

## Geografia
Keshod está localizada a 21° 18′ N, 70° 15′ L. Tem uma altitude média de 42 metros (137 pés).

## Demografia
Segundo o censo de 2001, Keshod tinha uma população de 63 253 habitantes. Os indivíduos do sexo masculino constituem 52% da população e os do sexo feminino 48%. Keshod tem uma taxa de literacia de 72%, superior à média nacional de 59,5%: a literacia no sexo masculino é de 78% e no sexo feminino é de 66%. Em Keshod, 12% da população está abaixo dos 6 anos de idade.